# Kantáros mézevő
A kantáros mézevő (Gavicalis virescens) a madarak osztályának a verébalakúak (Passeriformes) rendjébe, ezen belül a mézevőfélék (Meliphagidae) családjába tartozó faj.

## Rendszerezése
A fajt Louis Pierre Vieillot francia ornitológus írta le 1817-ben, a Melithreptus nembe Melithreptus virescens néven. Besorolása vitatott, egyes szervezetek a Lichenostomus nembe sorolják Lichenostomus virescens néven.

## Alfajai
- Gavicalis virescens cooperi (Mathews, 1912)
- Gavicalis virescens forresti (Ingram, 1906)
- Gavicalis virescens sonorus (Gould, 1841)
- Gavicalis virescens virescens (Vieillot, 1817)

## Előfordulása
Ausztrália területén honos. Természetes élőhelyei a szubtrópusi vagy trópusi mangroveerdők, síkvidéki esőerdők, lombhullató erdők, cserjések és szavannák, víz közelében, valamint ültetvények és városi régiók. Állandó, nem vonuló faj.

## Megjelenése
Testhossza körülbelül 16–24 centiméter, testtömege 20–34 gramm.

## Életmódja
Nektárral és gerinctelenekkel táplálkozik, alkalmanként gyümölcsöket is fogyaszt.

## Természetvédelmi helyzete
Az elterjedési területe rendkívül nagy, egyedszáma pedig növekszik. A Természetvédelmi Világszövetség Vörös listáján nem fenyegetett fajként szerepel.

## További információ
- Képek az interneten a fajról
- Xeno-canto.org - a faj hangja és elterjedési területe